# Bojoual le huron-kébékois
Bojoual le huron-kébékois est le personnage principal d'une série de bande dessinée québécoise intitulée simplement Bojoual (en page couverture) ou encore Une aventure de Bojoual (en page-titre intérieure), créée par J. Guilemay (de son vrai nom Jean-Guy Lemay).

## Historique
Le premier album de Bojoual apparaît en 1973 sur le marché québécois de la bande dessinée. Il s'agit d'une des toutes premières tentatives de publication d'une création locale en album cartonné couleurs, imitant la qualité de publication des albums de la collection des éditions Dargaud.
L'univers dans lequel évolue Bojoual s'inspire un peu de celui d'Astérix : des indiens (amérindiens) dans un petit village appelé Shikoutibi résistent à la civilisation occidentale, principalement celle des envahisseurs anglophones. Leur héros est Bojoual, un gros barbu à l'aspect sympathique et souriant qui, lorsqu'il se met en colère (en beau joual vert !) possède une force « Louiscyrienne » (du nom de Louis Cyr).
Mais là s'arrêtent les comparaisons : les histoires se passent dans un Québec fictif contemporain, avec des personnages en costumes d'époque évoluant dans un décor urbain très moderne. Les policiers portent l'uniforme traditionnel de parade des agents de la GRC et sont appelés Arci-Èmepistes.
Les références au contexte politique de l'époque sont omniprésentes dans les albums, de même que les jeux de mots (parfois lourds) qui abondent. Au fil des albums, on reconnaît la caricature de plusieurs personnages politiques marquants des années 1970 : Pierre Elliott Trudeau, René Lévesque, Jean Drapeau, et même Charles de Gaulle !
Le dessin humoristique au trait noir semble réalisé en couleurs directes. Il apparaît souvent maladroit au niveau de la composition et de la narration graphique. Albert Brie a collaboré comme scénariste au premier album. La publication de la série donne lieu à une critique virulente de Richard Langlois dans les pages de sa chronique L'Angloissé parue dans le numéro 3 de la revue L'Écran en 1974.
La série connaît un succès certain au Québec dans les années 1970, le premier album étant réédité avec la mention « 50e Mille », ce qui est un tirage considérable pour un marché de six millions d'habitants comme le Québec et dans le contexte littéraire québécois où un titre est considéré comme un « best-seller » à trois mille exemplaires vendus !

## Albums
Bojoual le huron-kébékois
- 1. Le huron-kébékois, Mondia éditeur, 1973.
Scénario et dessin : J.Guilemay
- 2. À l'ex-peaux des 67, Mondia éditeur, 1974.
Scénario et dessin : J.Guilemay
- 3. Le Zeus de la XXIe Olympiade, Mondia éditeur, 1976.
Scénario et dessin : J.Guilemay

### Éditeur
- Mondia éditeur, diffusion Sondec.